# Menopauza
Menopauza je označení pro trvalou zástavu menstruace a je součástí klimakteria. Jde o přirozený stav v životě ženy, kdy dochází k útlumu funkce vaječníků, v důsledku čehož se snižuje tvorba hormonů estrogenu a progesteronu. Zastavuje se menstruační cyklus a nastává ztráta plodnosti – žena není schopna otěhotnět (přirozenou cestou; jsou ovšem známy případy umělého oplodnění). Menopauza nastupuje zhruba mezi 45. až 55. rokem věku ženy, jsou ovšem (i výrazné) odchylky oběma směry.

## Perimenopauza
Období bezprostředně před menopauzou je označováno jako perimenopauza a s jeho nástupem může být spojena celá řada potíží jako např. bušení srdce, noční pocení, návaly horka,[chybí lepší zdroj] nespavost a jiné poruchy spánku, nervozita a podrážděnost, špatné libido, únava, ospalost a deprese. Délka trvání menopauze je velmi individuální a je ovlivněna mnoha faktory. Průměrná délka perimenopauzy je 3-5 let. Dobré dětství má pozitivní vliv na perimenopauzu.

## Mužská menopauza
Termínem mužská menopauza je někdy nesprávně označována andropauza, která představuje postupný proces stárnutí u mužů.

## Menopauza u zvířat
Menopauza existuje i u šimpanzů. Menopauzou procházejí také samice kosatek dravých a kulohlavce Sieboldova.